# Трудовая (платформа)
Трудова́я — остановочный пункт Савёловского направления Московской железной дороги. Относится к посёлку Трудовая городского округа Мытищи Московской области, располагающемуся к востоку от платформы. Единственный пункт на Савёловском направлении в городском округе Мытищи.
На экскурсионной карте окрестностей Москвы 1925—1927 годов указана, как платформа 39-я верста.
Вероятно, в 1936 году платформа была переименована в Трудовую.

## Движение
Платформа находится между станциями Катуар и Икша. На платформе останавливаются электропоезда из/на Савёлово, Дубну, Дмитров и Икшу.
С западной стороны платформы и железнодорожной линии проходит граница округа Мытищи с Дмитровским городским округом. На западе располагается микрорайон Трудовая (бывший военный городок Трудовая) посёлка Некрасовский Дмитровского округа.